# Louis Van Parys
Louis Van Parys, ook soms Van Parijs, was een Belgische zwemmer. Zijn favoriete slagen waren vrije slag en schoolslag. Hij nam eenmaal deel aan de Olympische Spelen, maar kon daarbij niet de finale halen. Hij behaalde twee medailles op de Europese kampioenschappen, zwom verschillende wereldrecords en werd zevenmaal Belgisch kampioen zwemmen.

## Loopbaan
Van Parys begon pas in 1923 te zwemmen. In 1925 werd hij voor het eerst Belgisch kampioen en verbeterde hij verschillende Belgische records. Eind dat jaar verbeterde hij het wereldrecord op 400 m schoolslag.
Hij behaalde in 1926 op de Europese kampioenschappen een zilveren medaille op de 200 m schoolslag. In 1927 werd hij Belgisch kampioen op zowel de 200 en 400 m vrije slag als de 200 m schoolslag. Op dat laatste nummer haalde hij dat jaar ook een bronzen medaille op de Europese kampioenschappen. In 1928 werd hij op de Olympische Spelen met een derde plaats uitgeschakeld in de reeksen. Ook bij de 4 x 200 m estafette geraakte hij met de Belgische aflossingsploeg niet voorbij de eerste ronde.
In 1930 verbeterde Van Parys ook het wereldrecord op de 500 m schoolslag van de Duitser Erich Rademacher naar 7.37,8.

## Internationaal palmares

### 200 m schoolslag
- 1926:  EK in Boedapest - 2.54,8
- 1927:  EK in Bologna - 2.59,8
- 1928: 3e in reeks OS in Amsterdam - 3.00,0

### 4 x 200 m vrije slag
- 1928: 5e in reeks OS in Amsterdam

## Belgische kampioenschappen
Langebaan
| Onderdeel        | Jaar                         |
| ---------------- | ---------------------------- |
| 200 m vrije slag | 1927                         |
| 400 m vrije slag | 1927                         |
| 200 m schoolslag | 1925, 1926, 1927, 1930, 1937 |